# 普拉特维尔 (阿拉巴马州)
普拉特维尔（英語：Prattville），是美国阿拉巴马州下属的一座城市，亦是奥陶加县縣城。面积约为32.86平方英里（约合85.09平方公里）。根据2010年美国人口普查，该市有人口33,960人，人口密度为1,033.63/平方英里（约合399.11/平方公里）。

## 地理
普拉特維爾的座標為32°16′24″N 86°16′29″W / 32.2732886°N 86.274698°W（32.459135,-86.451305）。根據2000年人口普查，本城面積為33.7平方英里（87.28平方），其中32.9平方英里（85.21平方）為陸地，0.9平方英里（2.33平方）為水域。